# The Deviants
The Deviants war eine britische Rockband, die Ende 1966 als The Social Deviants im Londoner Stadtteil Notting Hill gegründet wurde.

## Bandgeschichte
Die Band hatte ihre Wurzeln in der Londoner Hippie-Bewegung und wird als erste Kommunen-Band bezeichnet. Ursprünglich wurde die Gruppe Ende 1966 als The Social Deviants von Mick Farren gegründet, als Haupteinfluss gelten Rockbands wie The Who, Velvet Underground und insbesondere The Fugs. Im Herbst 1967 lernten die Musiker den 21-jährigen Millionär Nigel Samuel kennen, mit dessen finanzieller Unterstützung sie im Londoner Studio Sound Techniques unter Leitung von Joe Boyd ihr Debütalbum Ptooff! aufnahmen. Es erschien auf dem bandeigenen Plattenlabel Impresario Records und wurde in der Londoner Underground-Szene vertrieben, unter anderem durch die Zeitschrift International Times. Das Label Decca Records veröffentlichte Ptooff! 1969 in den USA. Auf dem zweiten Album Disposable, das 1968 bei Stable Records erschien, wurde Bassist Cord Rees durch Duncan Sanderson ersetzt. Nachdem Gitarrist Bishop geheiratet hatte, verließ er die Band. Für ihn kam der Kanadier Paul Rudolph. In dieser Besetzung nahm The Deviants das dritte Album auf, das 1969 bei Transatlantic Records erschien. Während einer Tournee durch die USA verließ Mick Farren die Band wegen musikalischer und persönlicher Differenzen. Die verbliebenen drei Mitglieder gründeten daraufhin die Pink Fairies.
Mick Farren veröffentlichte in der Folgezeit mit wechselnden Gastmusikern Alben unter dem Namen der Band. Beteiligt waren unter anderem die Gitarristen Larry Wallis und Wayne Kramer sowie der ehemalige Motörhead-Schlagzeuger Phil Taylor.

## Diskografie
- Ptooff!! (1967, Impresario Records)
- Disposable (1968, Stable Records)
- The Deviants 3 (1969, Transatlantic Records)
- Screwed Up (1977, Stiff Records)
- Human Garbage (Livealbum, 1984, Psycho Records)
- The Deviants Have Left The Planet (Kompilation, 1999)
- Dr. Crow (2002, Track Records)